# Copa Hopman 2010
La Hyundai Hopman Cup XXII, correspon a la 22a edició de la Copa Hopman de tennis entre països. Vuit països participen en el Grup Mundial amb un tennista de cada sexe. Aquesta edició es disputa entre el 2 i el 9 de gener de 2010 en el Burswood Entertainment Complex de Perth, Austràlia.
L'equip campió de l'any passat, Eslovàquia, no va defensar el títol enguany i Kazakhstan va ocupar la seva plaça.

## Equips
Equips que participen en el torneig:
| 1. Austràlia – Samantha Stosur / Lleyton Hewitt 2. Rússia – Ielena Deméntieva / Ígor Andréiev 3. Regne Unit – Laura Robson / Andy Murray 4. Espanya – María José Martínez Sánchez / Tommy Robredo | 1. Alemanya – Sabine Lisicki / Philipp Kohlschreiber 2. Romania – Sorana Cîrstea / Victor Hănescu 3. Estats Units – Melanie nOudin / John Isner 4. Kazakhstan – Iaroslava Xvédova / Andrei Gólubev |

## Grup A

### Classificació
| Pos. | País         | V | D | Partits | Sets   |
| ---- | ------------ | - | - | ------- | ------ |
| 1    | Espanya      | 3 | 0 | 9 − 0   | 18 − 2 |
| 2    | Estats Units | 1 | 2 | 4 − 5   | 9 − 11 |
| 3    | Austràlia    | 1 | 2 | 3 − 6   | 9 − 13 |
| 4    | Romania      | 1 | 2 | 2 − 7   | 5 − 15 |

### Austràlia vs. Romania
| Austràlia 1 | Burswood Entertainment Complex, Perth 2 de gener de 2010 Dura indoor | Burswood Entertainment Complex, Perth 2 de gener de 2010 Dura indoor | Romania 2 |     |      |  |
| \| \| \| \| 1 \| 2 \| 3 \| \| \| - \| ------------------- \| ---------------------------------------------------------------- \| --- \| --- \| ---- \| \| \| 1 \| Austràlia · Romania \| Samantha Stosur Sorana Cîrstea \| 6 3 \| 4 6 \| 3 6 \| \| \| 2 \| Austràlia · Romania \| Lleyton Hewitt Victor Hănescu \| 3 6 \| 6 3 \| 7 6² \| \| \| 3 \| Austràlia · Romania \| Samantha Stosur / Lleyton Hewitt Sorana Cîrstea / Victor Hănescu \| 5 7 \| 1 6 \| \| \| |                                                                      |                                                                      |           |     |      |  |
| |                                                                      |                                                                      | 1         | 2   | 3    |  |
| 1 | Austràlia · Romania                                                  | Samantha Stosur Sorana Cîrstea                                       | 6 3       | 4 6 | 3 6  |  |
| 2 | Austràlia · Romania                                                  | Lleyton Hewitt Victor Hănescu                                        | 3 6       | 6 3 | 7 6² |  |
| 3 | Austràlia · Romania                                                  | Samantha Stosur / Lleyton Hewitt Sorana Cîrstea / Victor Hănescu     | 5 7       | 1 6 |      |  |

### Espanya vs. Estats Units
| Espanya 3 | Burswood Entertainment Complex, Perth 3 de gener de 2010 Dura indoor | Burswood Entertainment Complex, Perth 3 de gener de 2010 Dura indoor   | Estats Units 0 |     |      |  |
| \| \| \| \| 1 \| 2 \| 3 \| \| \| - \| ---------------------- \| ---------------------------------------------------------------------- \| --- \| --- \| ---- \| \| \| 1 \| Espanya · Estats Units \| María José Martínez Sánchez Melanie Oudin \| 6 4 \| 6 4 \| \| \| \| 2 \| Espanya · Estats Units \| Tommy Robredo John Isner \| 6 7 \| 6 3 \| 7 64 \| \| \| 3 \| Espanya · Estats Units \| María José Martínez Sánchez / Tommy Robredo Melanie Oudin / John Isner \| 6 4 \| 7 5 \| \| \| |                                                                      |                                                                        |                |     |      |  |
| |                                                                      |                                                                        | 1              | 2   | 3    |  |
| 1 | Espanya · Estats Units                                               | María José Martínez Sánchez Melanie Oudin                              | 6 4            | 6 4 |      |  |
| 2 | Espanya · Estats Units                                               | Tommy Robredo John Isner                                               | 6 7            | 6 3 | 7 64 |  |
| 3 | Espanya · Estats Units                                               | María José Martínez Sánchez / Tommy Robredo Melanie Oudin / John Isner | 6 4            | 7 5 |      |  |

### Austràlia vs. Estats Units
| Austràlia 2 | Burswood Entertainment Complex, Perth 5 de gener de 2010 Dura indoor | Burswood Entertainment Complex, Perth 5 de gener de 2010 Dura indoor | Estats Units 1 |     |      |  |
| \| \| \| \| 1 \| 2 \| 3 \| \| \| - \| ------------------------ \| ----------------------------------------------------------- \| --- \| --- \| ---- \| \| \| 1 \| Austràlia · Estats Units \| Samantha Stosur Melanie Oudin \| 6 2 \| 6 4 \| \| \| \| 2 \| Austràlia · Estats Units \| Lleyton Hewitt John Isner \| 6 1 \| 7 5 \| \| \| \| 3 \| Austràlia · Estats Units \| Samantha Stosur / Lleyton Hewitt Melanie Oudin / John Isner \| 6 2 \| 1 6 \| 5 10 \| \| |                                                                      |                                                                      |                |     |      |  |
| |                                                                      |                                                                      | 1              | 2   | 3    |  |
| 1 | Austràlia · Estats Units                                             | Samantha Stosur Melanie Oudin                                        | 6 2            | 6 4 |      |  |
| 2 | Austràlia · Estats Units                                             | Lleyton Hewitt John Isner                                            | 6 1            | 7 5 |      |  |
| 3 | Austràlia · Estats Units                                             | Samantha Stosur / Lleyton Hewitt Melanie Oudin / John Isner          | 6 2            | 1 6 | 5 10 |  |

### Espanya vs. Romania
| Espanya 3 | Burswood Entertainment Complex, Perth 5 de gener de 2010 Dura indoor | Burswood Entertainment Complex, Perth 5 de gener de 2010 Dura indoor        | Romania 0 |     |   |               |
| \| \| \| \| 1 \| 2 \| 3 \| \| \| - \| ----------------- \| --------------------------------------------------------------------------- \| --- \| --- \| - \| ------------- \| \| 1 \| Espanya · Romania \| María José Martínez Sánchez Sorana Cîrstea \| 6 4 \| 6 3 \| \| \| \| 2 \| Espanya · Romania \| Tommy Robredo Victor Hănescu \| 6 3 \| \| \| retirat \| \| 3 \| Espanya · Romania \| María José Martínez Sánchez / Tommy Robredo Sorana Cîrstea / Victor Hănescu \| \| \| \| no presentats \| |                                                                      |                                                                             |           |     |   |               |
| |                                                                      |                                                                             | 1         | 2   | 3 |               |
| 1 | Espanya · Romania                                                    | María José Martínez Sánchez Sorana Cîrstea                                  | 6 4       | 6 3 |   |               |
| 2 | Espanya · Romania                                                    | Tommy Robredo Victor Hănescu                                                | 6 3       |     |   | retirat       |
| 3 | Espanya · Romania                                                    | María José Martínez Sánchez / Tommy Robredo Sorana Cîrstea / Victor Hănescu |           |     |   | no presentats |

### Espanya vs. Austràlia
| Espanya 3 | Burswood Entertainment Complex, Perth 7 de gener de 2010 Dura indoor | Burswood Entertainment Complex, Perth 7 de gener de 2010 Dura indoor         | Austràlia 0 |     |      |  |
| \| \| \| \| 1 \| 2 \| 3 \| \| \| - \| ------------------- \| ---------------------------------------------------------------------------- \| --- \| --- \| ---- \| \| \| 1 \| Espanya · Austràlia \| María José Martínez Sánchez Samantha Stosur \| 6 4 \| 6 1 \| \| \| \| 2 \| Espanya · Austràlia \| Tommy Robredo Lleyton Hewitt \| 6 2 \| 6 4 \| \| \| \| 3 \| Espanya · Austràlia \| María José Martínez Sánchez / Tommy Robredo Samantha Stosur / Lleyton Hewitt \| 6 3 \| 3 6 \| 10 7 \| \| |                                                                      |                                                                              |             |     |      |  |
| |                                                                      |                                                                              | 1           | 2   | 3    |  |
| 1 | Espanya · Austràlia                                                  | María José Martínez Sánchez Samantha Stosur                                  | 6 4         | 6 1 |      |  |
| 2 | Espanya · Austràlia                                                  | Tommy Robredo Lleyton Hewitt                                                 | 6 2         | 6 4 |      |  |
| 3 | Espanya · Austràlia                                                  | María José Martínez Sánchez / Tommy Robredo Samantha Stosur / Lleyton Hewitt | 6 3         | 3 6 | 10 7 |  |

### Romania vs. Estats Units
| Romania 0 | Burswood Entertainment Complex, Perth 7 de gener de 2010 Dura indoor | Burswood Entertainment Complex, Perth 7 de gener de 2010 Dura indoor | Estats Units 3 |     |   |               |
| \| \| \| \| 1 \| 2 \| 3 \| \| \| - \| ---------------------- \| ---------------------------------------------------------- \| --- \| --- \| - \| ------------- \| \| 1 \| Romania · Estats Units \| Sorana Cîrstea Melanie Oudin \| 2 6 \| 3 6 \| \| \| \| 2 \| Romania · Estats Units \| Victor Hănescu John Isner \| \| \| \| no presentat \| \| 3 \| Romania · Estats Units \| Sorana Cîrstea / Victor Hănescu Melanie Oudin / John Isner \| \| \| \| no presentats \| |                                                                      |                                                                      |                |     |   |               |
| |                                                                      |                                                                      | 1              | 2   | 3 |               |
| 1 | Romania · Estats Units                                               | Sorana Cîrstea Melanie Oudin                                         | 2 6            | 3 6 |   |               |
| 2 | Romania · Estats Units                                               | Victor Hănescu John Isner                                            |                |     |   | no presentat  |
| 3 | Romania · Estats Units                                               | Sorana Cîrstea / Victor Hănescu Melanie Oudin / John Isner           |                |     |   | no presentats |

## Grup B

### Classificació
| Pos. | País       | V | D | Partits | Sets   |
| ---- | ---------- | - | - | ------- | ------ |
| 1    | Regne Unit | 3 | 0 | 6 − 3   | 13 − 8 |
| 2    | Kazakhstan | 2 | 1 | 5 − 3   | 11 − 7 |
| 3    | Rússia     | 1 | 2 | 4 − 5   | 9 − 11 |
| 4    | Alemanya   | 0 | 3 | 2 − 6   | 5 − 12 |

### Rússia vs. Alemanya
| Rússia 2 | Burswood Entertainment Complex, Perth 4 de gener de 2010 Dura indoor | Burswood Entertainment Complex, Perth 4 de gener de 2010 Dura indoor     | Alemanya 1 |      |     |  |
| \| \| \| \| 1 \| 2 \| 3 \| \| \| - \| ----------------- \| ------------------------------------------------------------------------ \| --- \| ---- \| --- \| \| \| 1 \| Rússia · Alemanya \| Ielena Deméntieva Sabine Lisicki \| 4 6 \| 1 6 \| \| \| \| 2 \| Rússia · Alemanya \| Ígor Andréiev Philipp Kohlschreiber \| 6 3 \| 6² 7 \| 6 3 \| \| \| 3 \| Rússia · Alemanya \| Ielena Deméntieva / Ígor Andréiev Sabine Lisicki / Philipp Kohlschreiber \| 6 4 \| 7 67 \| \| \| |                                                                      |                                                                          |            |      |     |  |
| |                                                                      |                                                                          | 1          | 2    | 3   |  |
| 1 | Rússia · Alemanya                                                    | Ielena Deméntieva Sabine Lisicki                                         | 4 6        | 1 6  |     |  |
| 2 | Rússia · Alemanya                                                    | Ígor Andréiev Philipp Kohlschreiber                                      | 6 3        | 6² 7 | 6 3 |  |
| 3 | Rússia · Alemanya                                                    | Ielena Deméntieva / Ígor Andréiev Sabine Lisicki / Philipp Kohlschreiber | 6 4        | 7 67 |     |  |

### Regne Unit vs. Kazakhstan
| Regne Unit 2 | Burswood Entertainment Complex, Perth 4 de gener de 2010 Dura indoor | Burswood Entertainment Complex, Perth 4 de gener de 2010 Dura indoor | Kazakhstan 1 |     |       |  |
| \| \| \| \| 1 \| 2 \| 3 \| \| \| - \| ----------------------- \| ------------------------------------------------------------- \| --- \| --- \| ----- \| \| \| 1 \| Regne Unit · Kazakhstan \| Laura Robson Iaroslava Xvédova \| 6 4 \| 3 6 \| 0 6 \| \| \| 2 \| Regne Unit · Kazakhstan \| Andy Murray Andrei Gólubev \| 6 2 \| 6 2 \| \| \| \| 3 \| Regne Unit · Kazakhstan \| Laura Robson / Andy Murray Iaroslava Xvédova / Andrei Gólubev \| 6 3 \| 5 7 \| 12 10 \| \| |                                                                      |                                                                      |              |     |       |  |
| |                                                                      |                                                                      | 1            | 2   | 3     |  |
| 1 | Regne Unit · Kazakhstan                                              | Laura Robson Iaroslava Xvédova                                       | 6 4          | 3 6 | 0 6   |  |
| 2 | Regne Unit · Kazakhstan                                              | Andy Murray Andrei Gólubev                                           | 6 2          | 6 2 |       |  |
| 3 | Regne Unit · Kazakhstan                                              | Laura Robson / Andy Murray Iaroslava Xvédova / Andrei Gólubev        | 6 3          | 5 7 | 12 10 |  |

### Regne Unit vs. Alemanya
| Regne Unit 2 | Burswood Entertainment Complex, Perth 6 de gener de 2010 Dura indoor | Burswood Entertainment Complex, Perth 6 de gener de 2010 Dura indoor | Alemanya 1 |     |   |  |
| \| \| \| \| 1 \| 2 \| 3 \| \| \| - \| --------------------- \| ----------------------------------------------------------------- \| --- \| --- \| - \| \| \| 1 \| Regne Unit · Alemanya \| Laura Robson Sabine Lisicki \| 6 7 \| 3 6 \| \| \| \| 2 \| Regne Unit · Alemanya \| Andy Murray Philipp Kohlschreiber \| 6 4 \| 6 1 \| \| \| \| 3 \| Regne Unit · Alemanya \| Laura Robson / Andy Murray Sabine Lisicki / Philipp Kohlschreiber \| 6 3 \| 6 2 \| \| \| |                                                                      |                                                                      |            |     |   |  |
| |                                                                      |                                                                      | 1          | 2   | 3 |  |
| 1 | Regne Unit · Alemanya                                                | Laura Robson Sabine Lisicki                                          | 6 7        | 3 6 |   |  |
| 2 | Regne Unit · Alemanya                                                | Andy Murray Philipp Kohlschreiber                                    | 6 4        | 6 1 |   |  |
| 3 | Regne Unit · Alemanya                                                | Laura Robson / Andy Murray Sabine Lisicki / Philipp Kohlschreiber    | 6 3        | 6 2 |   |  |

### Rússia vs. Kazakhstan
| Rússia 1 | Burswood Entertainment Complex, Perth 6 de gener de 2010 Dura indoor | Burswood Entertainment Complex, Perth 6 de gener de 2010 Dura indoor | Kazakhstan 2 |     |   |  |
| \| \| \| \| 1 \| 2 \| 3 \| \| \| - \| ------------------- \| -------------------------------------------------------------------- \| ---- \| --- \| - \| \| \| 1 \| Rússia · Kazakhstan \| Ielena Deméntieva Iaroslava Xvédova \| 6 3 \| 6 1 \| \| \| \| 2 \| Rússia · Kazakhstan \| Ígor Andréiev Andrei Gólubev \| 4 6 \| 3 6 \| \| \| \| 3 \| Rússia · Kazakhstan \| Ielena Deméntieva / Ígor Andréiev Iaroslava Xvédova / Andrei Gólubev \| 63 7 \| 4 6 \| \| \| |                                                                      |                                                                      |              |     |   |  |
| |                                                                      |                                                                      | 1            | 2   | 3 |  |
| 1 | Rússia · Kazakhstan                                                  | Ielena Deméntieva Iaroslava Xvédova                                  | 6 3          | 6 1 |   |  |
| 2 | Rússia · Kazakhstan                                                  | Ígor Andréiev Andrei Gólubev                                         | 4 6          | 3 6 |   |  |
| 3 | Rússia · Kazakhstan                                                  | Ielena Deméntieva / Ígor Andréiev Iaroslava Xvédova / Andrei Gólubev | 63 7         | 4 6 |   |  |

### Rússia vs. Regne Unit
| Rússia 1 | Burswood Entertainment Complex, Perth 8 de gener de 2010 Dura indoor | Burswood Entertainment Complex, Perth 8 de gener de 2010 Dura indoor | Regne Unit 2 |      |      |  |
| \| \| \| \| 1 \| 2 \| 3 \| \| \| - \| ------------------- \| ------------------------------------------------------------ \| --- \| ---- \| ---- \| \| \| 1 \| Rússia · Regne Unit \| Ielena Deméntieva Laura Robson \| 6 4 \| 6 0 \| \| \| \| 2 \| Rússia · Regne Unit \| Ígor Andréiev Andy Murray \| 1 6 \| 0 6 \| \| \| \| 3 \| Rússia · Regne Unit \| Ielena Deméntieva / Ígor Andréiev Laura Robson / Andy Murray \| 4 6 \| 7 6⁶ \| 6 10 \| \| |                                                                      |                                                                      |              |      |      |  |
| |                                                                      |                                                                      | 1            | 2    | 3    |  |
| 1 | Rússia · Regne Unit                                                  | Ielena Deméntieva Laura Robson                                       | 6 4          | 6 0  |      |  |
| 2 | Rússia · Regne Unit                                                  | Ígor Andréiev Andy Murray                                            | 1 6          | 0 6  |      |  |
| 3 | Rússia · Regne Unit                                                  | Ielena Deméntieva / Ígor Andréiev Laura Robson / Andy Murray         | 4 6          | 7 6⁶ | 6 10 |  |

### Alemanya vs. Kazakhstan
| Alemanya 0 | Burswood Entertainment Complex, Perth 8 de gener de 2010 Dura indoor | Burswood Entertainment Complex, Perth 8 de gener de 2010 Dura indoor      | Kazakhstan 2 |      |   |          |
| \| \| \| \| 1 \| 2 \| 3 \| \| \| - \| --------------------- \| ------------------------------------------------------------------------- \| --- \| ---- \| - \| -------- \| \| 1 \| Alemanya · Kazakhstan \| Sabine Lisicki Iaroslava Xvédova \| 4 6 \| 63 7 \| \| \| \| 2 \| Alemanya · Kazakhstan \| Philipp Kohlschreiber Andrei Gólubev \| 2 6 \| 1 6 \| \| \| \| 3 \| Alemanya · Kazakhstan \| Sabine Lisicki / Philipp Kohlschreiber Iaroslava Xvédova / Andrei Gólubev \| \| \| \| no jugat \| |                                                                      |                                                                           |              |      |   |          |
| |                                                                      |                                                                           | 1            | 2    | 3 |          |
| 1 | Alemanya · Kazakhstan                                                | Sabine Lisicki Iaroslava Xvédova                                          | 4 6          | 63 7 |   |          |
| 2 | Alemanya · Kazakhstan                                                | Philipp Kohlschreiber Andrei Gólubev                                      | 2 6          | 1 6  |   |          |
| 3 | Alemanya · Kazakhstan                                                | Sabine Lisicki / Philipp Kohlschreiber Iaroslava Xvédova / Andrei Gólubev |              |      |   | no jugat |

## Final
| Espanya 2 | Burswood Entertainment Complex, Perth 9 de gener de 2010 Dura indoor | Burswood Entertainment Complex, Perth 9 de gener de 2010 Dura indoor   | Regne Unit 1 |      |     |  |
| \| \| \| \| 1 \| 2 \| 3 \| \| \| - \| -------------------- \| ---------------------------------------------------------------------- \| ---- \| ---- \| --- \| \| \| 1 \| Espanya · Regne Unit \| María José Martínez Sánchez Laura Robson \| 1 6 \| 6⁶ 7 \| \| \| \| 2 \| Espanya · Regne Unit \| Tommy Robredo Andy Murray \| 1 6 \| 6 4 \| 6 3 \| \| \| 3 \| Espanya · Regne Unit \| María José Martínez Sánchez / Tommy Robredo Laura Robson / Andy Murray \| 7 6⁶ \| 7 5 \| \| \| |                                                                      |                                                                        |              |      |     |  |
| |                                                                      |                                                                        | 1            | 2    | 3   |  |
| 1 | Espanya · Regne Unit                                                 | María José Martínez Sánchez Laura Robson                               | 1 6          | 6⁶ 7 |     |  |
| 2 | Espanya · Regne Unit                                                 | Tommy Robredo Andy Murray                                              | 1 6          | 6 4  | 6 3 |  |
| 3 | Espanya · Regne Unit                                                 | María José Martínez Sánchez / Tommy Robredo Laura Robson / Andy Murray | 7 6⁶         | 7 5  |     |  |